# Masirana silvicola
Masirana silvicola là một loài nhện trong họ Leptonetidae.
Loài này thuộc chi Masirana. Masirana silvicola được miêu tả năm 1973 bởi Kobayashi.